# Wernsdorf (Glauchau)
Wernsdorf ist ein Ortsteil der Großen Kreisstadt Glauchau im Landkreis Zwickau in Sachsen. Der Ort wurde mit seinen Ortsteilen Hölzel und Voigtlaide am 1. Januar 1993 nach Glauchau eingemeindet. Der Glauchauer Ortsteil Wernsdorf mit Hölzel und Voigtlaide hat zusammen 926 Einwohner. Wernsdorf trägt den Gemeindeschlüssel 150.

## Geographie

### Geographische Lage und Verkehr

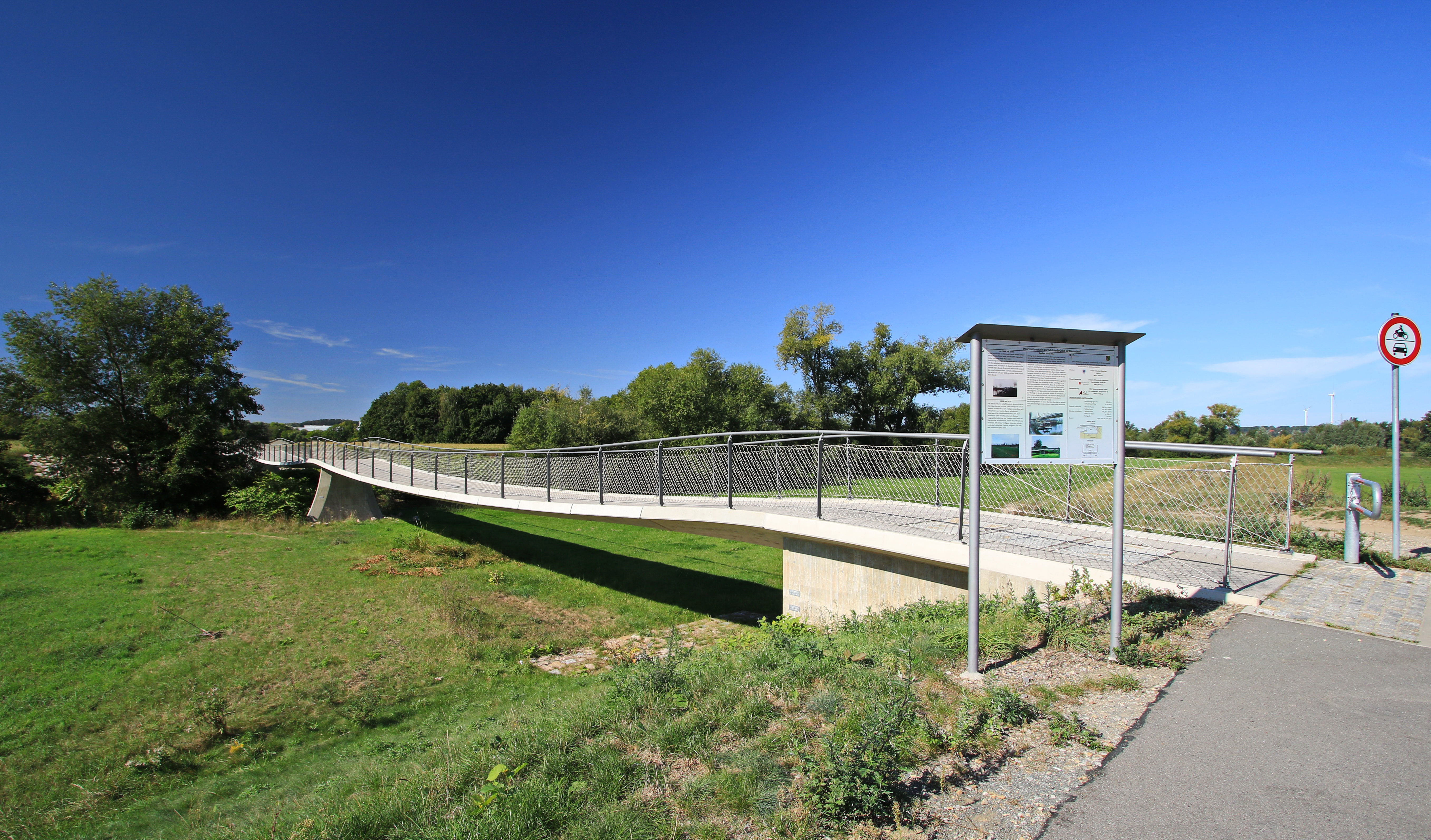
Muldenbrücke in Wernsdorf bei Glauchau

Wernsdorf liegt südlich der Glauchauer Innenstadt im Tal des Wernsdorfer Bachs zwischen dem Rümpfwald im Osten und der Zwickauer Mulde im Westen. Über die Zwickauer Mulde führt eine seltene Spannbandbrücke, die Muldenbrücke Wernsdorf. In der nördlichen Flur von Wernsdorf befindet sich der Nachbarort Hölzel. In Richtung Süden ist Wernsdorf über die Schrägseilbrücke Schlunzig an die Bundesstraße 93 angebunden.

### Nachbarorte
| Niederschindmaas | Hölzel                                      | Rothenbach |
| Schlunzig        | Kompassrose, die auf Nachbargemeinden zeigt | Voigtlaide |
|                  | Niedermülsen                                | Rümpfwald  |

## Geschichte

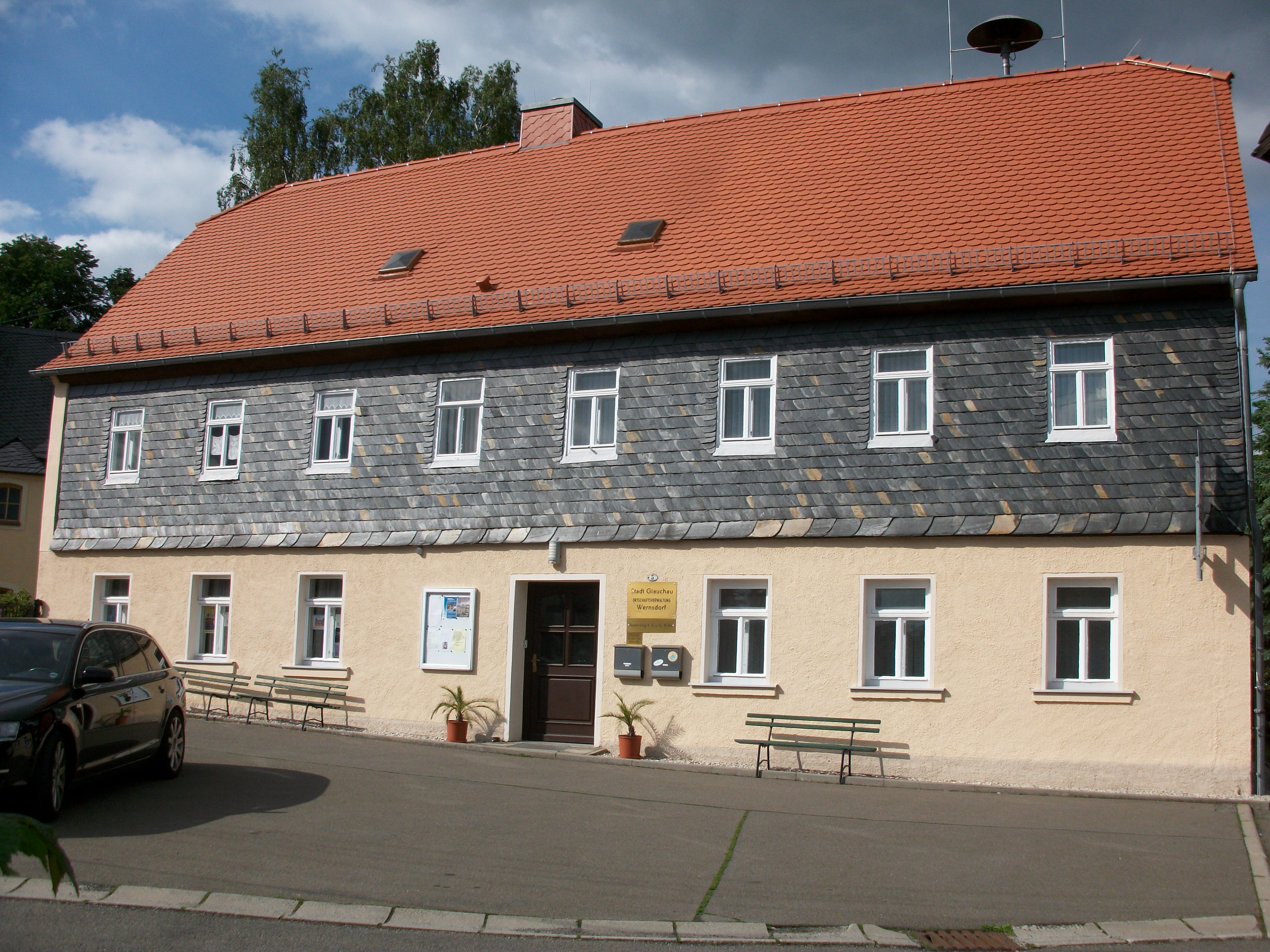
Ortschaftsverwaltung Wernsdorf

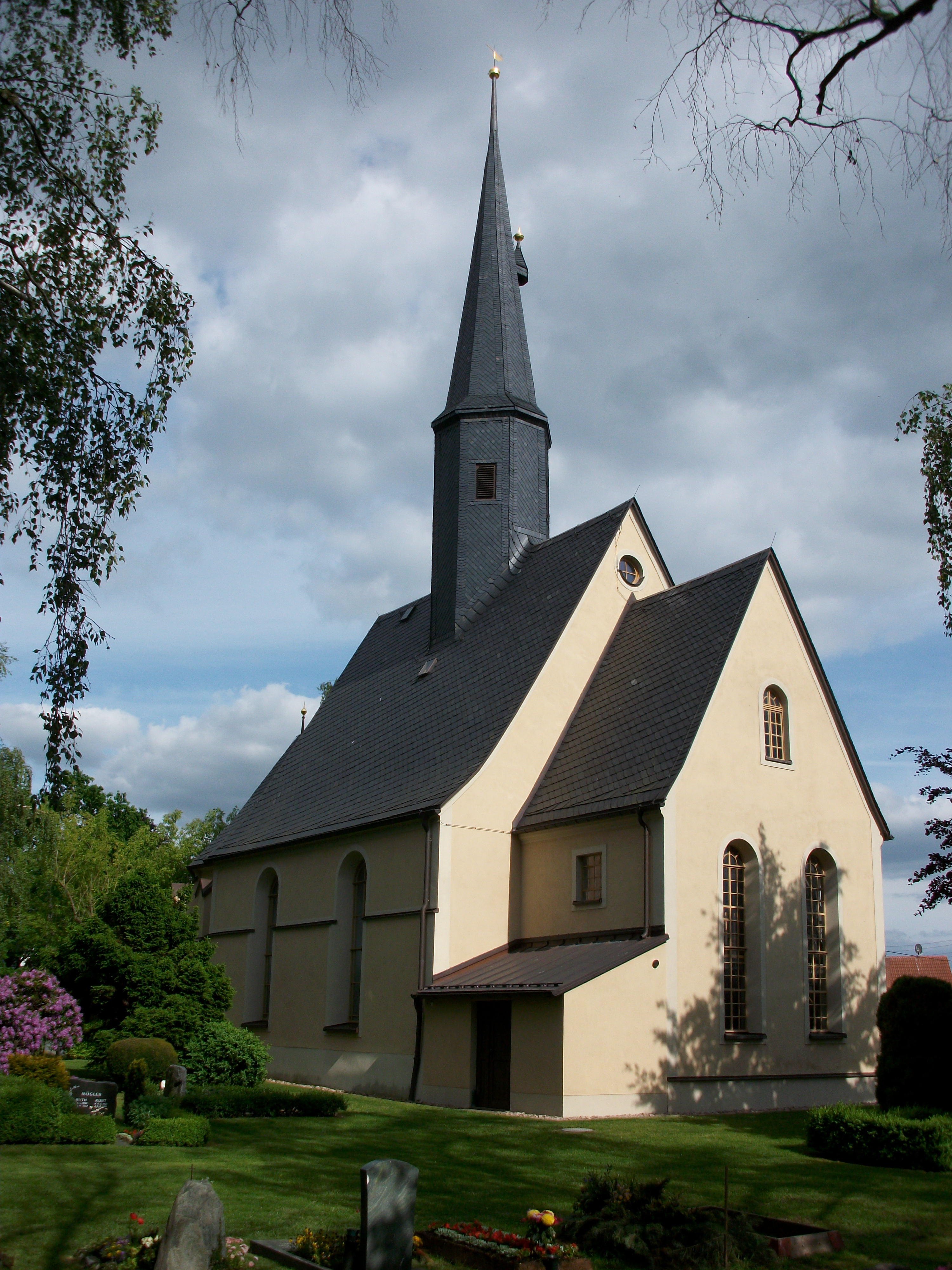
Ev.-luth. Kirche Wernsdorf

Das Waldhufendorf Wernsdorf wurde im Jahr 1254 erstmals mit der Nennung eines Hinricus et Peregrinus milites de Wernerstorf als Herrensitz erwähnt. Die Anfänge der Kirche St. Anna in Wernsdorf reichen zurück bis ins Jahr 1350. Bezüglich der Grundherrschaft gehörte Wernsdorf um 1497 zum Rittergut Thurm und als Amtsdorf zur Herrschaft Glauchau, Amt Hinterglauchau. Um 1750 gehörte ein weiterer Anteil von Wernsdorf zum Rittergut Elzenberg. In den nördlichen Fluren von Wernsdorf, nahe der Wüstung Naundorf wurde im 16. Jahrhundert die Siedlung Hölzel angelegt, welche politisch wie kirchlich immer zu Wernsdorf gehörte. Nachdem auf dem Gebiet der Rezessherrschaften Schönburg im Jahr 1878 eine Verwaltungsreform durchgeführt wurde, kam Wernsdorf mit Hölzel im Jahr 1880 zur neu gegründeten sächsischen Amtshauptmannschaft Glauchau.
Durch die zweite Kreisreform in der DDR kam Wernsdorf im Jahr 1952 zum Kreis Glauchau im Bezirk Chemnitz (1953 in Bezirk Karl-Marx-Stadt umbenannt). Am 1. August 1973 wurde Voigtlaide nach Wernsdorf eingemeindet. Wernsdorf gehörte seit 1990 zum sächsischen Landkreis Glauchau, der 1994 im Landkreis Chemnitzer Land bzw. 2008 im Landkreis Zwickau aufging.
Mit der Eingemeindung von Wernsdorf mit den Ortsteilen Hölzel und Voigtlaide in die Stadt Glauchau bilden diese seit dem 1. Januar 1993 den Ortsteil Wernsdorf.